# Orimarga (Orimarga) nimbicolor
Orimarga (Orimarga) nimbicolor is een tweevleugelige uit de familie steltmuggen (Limoniidae). De soort komt voor in het Neotropisch gebied.